# عزونيه
عزونيه أو العزونيه هي قرية ية من قرى قضاء عاليه في محافظة جبل.

## جغرافيتها
تبعد العزونية 34 كلم عن بيروت و 19 كلم عن عالية مركز القضاء. ترتفع 1171 متر عن سطح البحر. يصل تعداد سكانها إلى 600 نسمة. تحدها من الشرق قرية عين داره ومن الغرب قرية شارون ومن الشمال املاك عين داره ومديرج. تصل إليها عن طريقين الأول من عاليه - بحمدون - شاناي - صوفر - شارون - عزونيه . والطريق الثاني من بعقلين - بقعاتا - بتلون
```
- 
باروك
 - 
عين زحلتا
 - 
مشقيتي
 عزونيه.
[
1
]
```

## معالمها
يوجد بها مصح خيري تابع للكاثوليكوس الأرمني واتحاد كنائس الشرق الأوسط الأرمنية. يشرف عليه 70 طبيبا ويختص بأمراض الصدر والسل. كما يوجد به قسم للمسنين.